# 1778 Alfvén
1778 Alfvén eller 4007 P-L är en asteroid i huvudbältet som upptäcktes den 26 september 1960 av den nederländsk-amerikanske astronomen Tom Gehrels och det nederländska astronomparet Ingrid van Houten-Groeneveld och Cornelis Johannes van Houten vid Palomarobservatoriet. Den är uppkallad efter den svenske nobelpristagaren Hannes Alfvén.
Asteroiden har en diameter på ungefär 20 kilometer och den tillhör asteroidgruppen Themis.